# Pauline Nettesheim

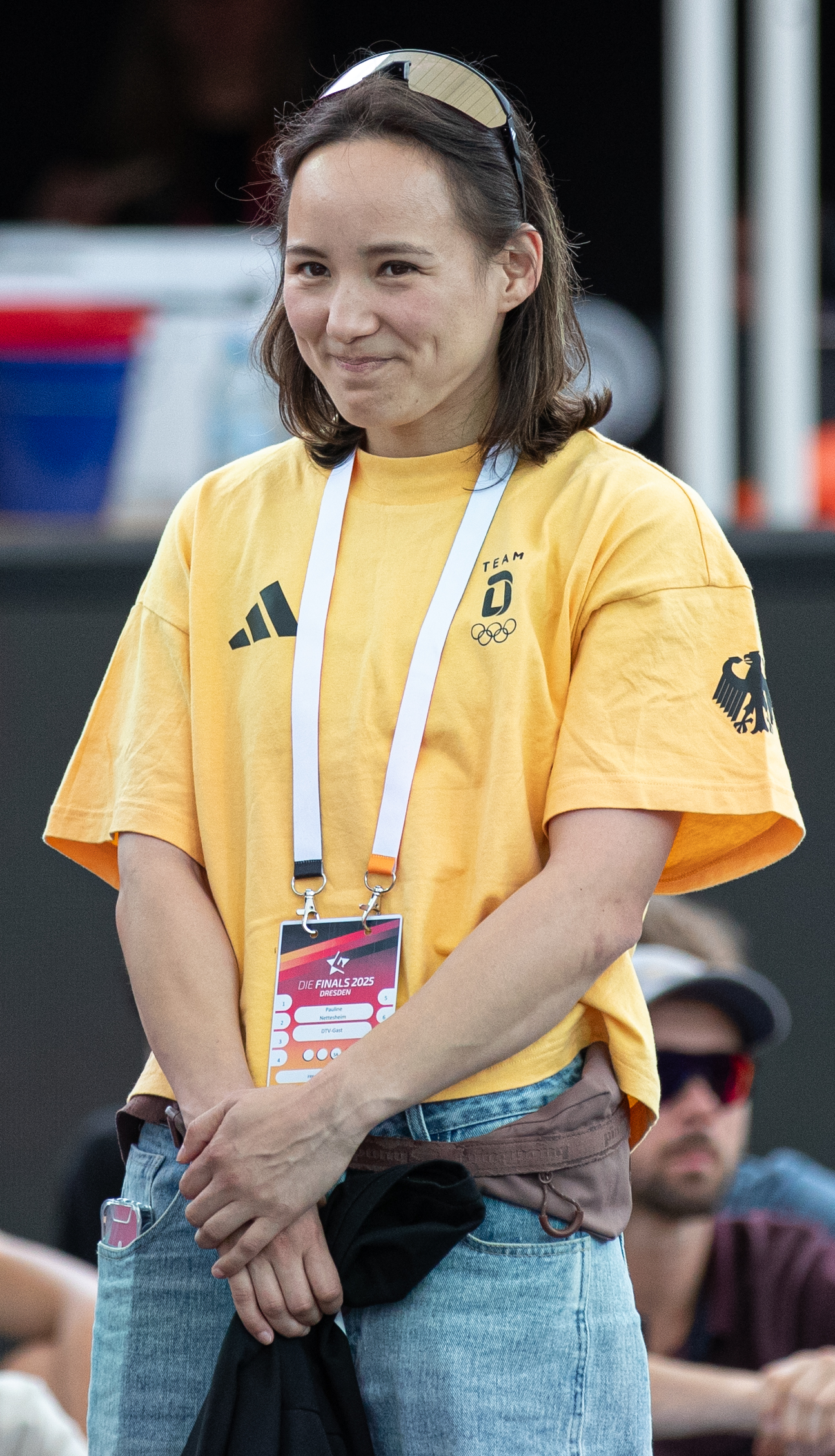
Pauline Nettesheim, 2025

Pauline Nettesheim (geb. 14. Januar 1993), auch bekannt unter ihrem Wettkampfnamen B-Girl Pauline, ist eine deutsche Breakerin. 2022 war sie Deutsche Meisterin im Breakdance.

## Leben
Nettesheim ist in den Niederlanden aufgewachsen, wo ihre Familie noch heute lebt. Ihr Vater ist Deutscher, ihre Mutter Japanerin. Sie besuchte die niederländische Grundschule, Abitur machte sie auf einer deutschen Schule in Den Haag. Nettesheim spricht Niederländisch, Deutsch, Japanisch und Englisch fließend. Sie studierte Medizin und ist Doktorandin am Centre for Human Drug Research in Leiden, Niederlande. Im Vorfeld der Olympischen Sommerspiele 2024 reduzierte sie ihre Stelle, um sich mit professionellem Training auf die Olympiaqualifikation zu konzentrieren.
Ende April 2025 erklärte Nettesheim ihren Rückzug aus dem deutschen Bundeskader und dem aktiven Geschehen in Deutschland, um sich auf die Beendigung ihrer Promotion zu konzentrieren.
Auf nationaler Ebene startet Nettesheim für den Boston-Club Düsseldorf.

## Sportliche Erfolge

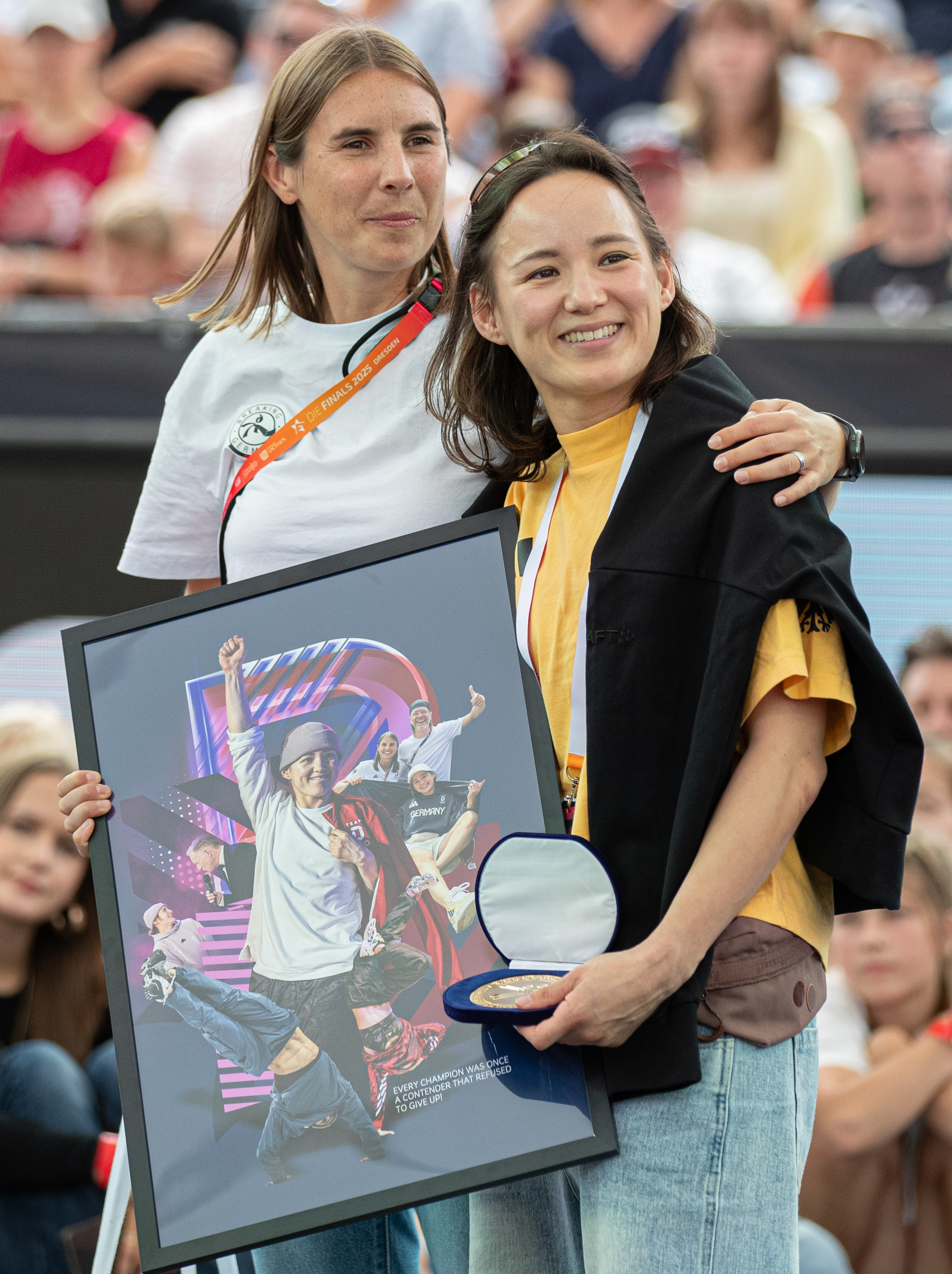
Nettesheim nach der Übergabe der DTV-Sportplakette im Rahmen von Die Finals – Dresden 2025

Nettesheim nimmt seit mindestens 2018 an internationalen Wettkämpfen teil. 2022 wurde sie Deutsche Meisterin im Breaking, 2021 und 2023 jeweils Deutsche Vizemeisterin. Sie gehört zum Bundeskader des Deutschen Tanzsportverbands. Nettesheim galt neben Sanja Jilwan Rasul als deutschen Hoffnung für die Olympischen Sommerspiele 2024 in Paris, bei denen zum ersten Mal olympische Wettkämpfe im Breaking stattfanden. Da nur je 16 Männer und Frauen an den Wettbewerben teilnehmen durften, fanden im Vorfeld zahlreiche Qualifikationswettbewerbe statt. Bei dem letzten Wettbewerb in Budapest im Juni 2024 konnte sich Nettesheim nicht gegen die Konkurrentinnen durchsetzen.
Sie ist auch als Wertungsrichterin tätig.
Ihre wichtigsten Erfolge der letzten Jahre:
- 2019 Gewinn der German Breaking Championship, der nationalen Ausscheidung für die Teilnahme an der WDSF World Breaking Championship am 23. Juni 2019 in Nanjing (China).[13]

- 2019 Zweite beim Red Bull BC One Cypher Holland

- 2021 Erste beim Red Bull BC One Cypher Holland
- 2021 Deutsche Vizemeisterin[14]
- 2021 sechster Platz Europameisterschaft in Sotschi[1]
- 2022  Start der Turnierserie „Breaking for Gold World Series“ (BfG) des internationalen Tanzsportverband (WDSF) im Vorfeld der Olympiaqualifikationen in Montpellier.[15] Als bestes deutsches B-Girl erreicht Nettesheim den sechsten Platz.[14]
- 2022 Deutsche Meisterin

- 2023 Erste beim Red Bull BC One Cypher Holland[16]
- 2023 Deutsche Vizemeisterin[14]
- 2025 Zweiter Platz beim Red Bull BC One Cypher Holland[17]